# Shikha (Népal)
Shikha (en népalais : शिखा) est un comité de développement villageois du Népal situé dans le district de Myagdi. Au recensement de 2011, il comptait 2 212 habitants.